# Castello di Riva
II castello di Riva è un complesso fortificato che si trova a Ponte dell'Olio, in provincia di Piacenza.
È così denominato in quanto sorge nell'omonimo quartiere del paese, il cui nome deriva, con tutta probabilità, dalla vicinanza con il torrente Nure; il castello fu, infatti, edificato sulla riva destra del torrente a controllo del passaggio lungo la val Nure.
La sua collocazione, nei pressi del punto in cui il Nure inizia a scorrere nella pianura Padana, era strategica poiché permetteva il controllo del passaggio in direzione del mare: tramite la val d'Aveto verso la Liguria e tramite la val Taro verso la Lunigiana.

## Storia
La prima menzione di un castello situato a Riva risale a un'investitura feudale del 1199 la quale avvenne sotto un portico circondato da una cinta muraria, che probabilmente costituivano il nucleo primitivo del successivo castello. Nel 1225, come testimoniato da un atto di vendita, Obizzo e Giulio Ardizzoni, i quali possedevano il castello insieme a Ghislerio Ardizzoni, vendettero la loro quota della proprietà a Obizzo Visdomini; in questo periodo l'edificio svolgeva la funzione di avamposto militare.
In seguito, il maniero venne ricostruito e ampliato per opera della famiglia nobile piacentina dei Del Cairo seguendo un'impostazione tipicamente medievale; queste modifiche vennero completate nel 1277, come testimoniato da un'iscrizione presente all'interno del castello (MCCLXXVII fuit factum hoc castrum).
Nel 1323, come testimoniato da un atto redatto da parte del notaio Michele Mussi, Oberto Del Cairo vendette il castello, nonché alcuni terreni limitrofi che dipendevano da esso, al ramo di Vigolzone della famiglia Anguissola in cambio di 5 600 lire. Con il cambio di proprietà il complesso entrò a far parte, insieme ai vicini castelli di Montesanto e Bicchignano, del sistema difensivo della famiglia Anguissola la quale deteneva il controllo su gran parte della bassa val Nure.
Secondo una leggenda, durante la prima parte del XV secolo il castello ospitò spesso la figlia del nobile fiorentino Nicolò Soderini, la quale vi si recava come ospite di Beatrice Tedeschi, moglie del feudatario Gian Giacomo Anguissola, che divenne ladra per amore: infatti ella, innamoratasi di un uomo assetato di denaro avrebbe rubato il tesoro del castello sotterrandolo nei pressi del mastio e che sarebbe stata, quindi, gettata nel pozzo del taglio. Per questo di notte le acque del Nure emanerebbero bagliori color verde smeraldo come gli occhi della giovane.
Nel 1412 il castello ospitò al suo interno il Re dei Romani e imperatore eletto Sigismondo di Lussemburgo il quale nell'occasione concesse a Bernardone Anguissola il feudo di Riva, Grazzano e Montesanto. L'investitura della famiglia Anguissola sul feudo di Riva venne, in seguito, confermata da parte delle famiglie Visconti, prima, e Sforza, poi, fino a che, tramite un editto emanato nel 1468, gli Anguissola ottennero il titolo comitale.
Il possesso del castello rimase alla famiglia Anguissola fino al 1567, anno in cui il maniero venne acquistato da parte del duca di Parma e Piacenza Ottavio Farnese, il cui padre Pier Luigi era stato ucciso una ventina di anni prima a seguito di una congiura guidata da un membro della famiglia Anguissola, il conte Giovanni.
Dopo essere stato inizialmente utilizzato dallo stesso Ottavio come dimora in cui trascorrere le vacanze, il castello fu concesso da parte del duca a Paolo Vitelli, capitano al servizio della famiglia Farnese, contestualmente all'elevazione del feudo a marchesato. Nel 1703 il feudo, che in quel momento comprendeva Riva e Carmiano, fu concesso a Cesare e Carlo Maggi, che lo mantennero fin verso il 1735 quando entrò a far parte dei possessi della famiglia Cusani di Milano. I passaggi di proprietà continuarono e nel 1778 il castello passò alla famiglia Sforza Fogliani, alla quale succedettero, in seguito, i conti Scribani-Rossi.
Durante gli ultimi anni del XIX secolo l'edificio divenne di proprietà del principe romano Emanuele Ruspoli che, trovandolo in stato di decadimento, diede avvio, nel 1884, a una serie di lavori di ristrutturazione e restauro sotto la direzione dell'architetto piacentino Angelo Colla che aveva precedentemente curato il restauro del palazzo Gotico di Piacenza. Gli interventi non si limitarono a un restauro conservativo, ma videro una vera e propria ricostruzione dell'edificio in stile neomedievale che comportò, tra gli altri, l'elevazione del mastio e la realizzazione di cortine e merlature. Secondo l'architetto Carlo Perogalli, il restauro venne condotto seguendo una logica discutibile decidendo arbitrariamente l'aggiunta alcuni elementi architettonici, diminuendo l'importanza storica dell'edificio.
In seguito, il castello fu di proprietà della famiglia Fioruzzi, la quale, a partire dal 1930, completò i lavori di restauro iniziati nel secolo precedente, rinnovando anche il parco posto internamente rispetto alla cinta muraria.
Durante la seconda guerra mondiale il maniero venne requisito per un utilizzo a fini militari prima dalle truppe italiane, poi, nel 1943, dal comando tedesco e, infine, da parte delle truppe della Repubblica Sociale Italiana. I segni del passaggio delle truppe tedesche nel castello rimangono incisi in un faggio secolare posto all'interno del parco.
Il castello rimase di proprietà della famiglia Fioruzzi fino al 2017 quando venne comprato da parte del poeta, critico ed editorialista del Corriere della Sera Sebastiano Grasso, il quale, dopo l'acquisto, avviò una serie di lavori di restauro guidati dall'architetto Mario Botta che includevano il trasferimento della biblioteca personale di Grasso all'interno del mastio con l'obiettivo di rendere la collezione accessibile al pubblico.

## Struttura

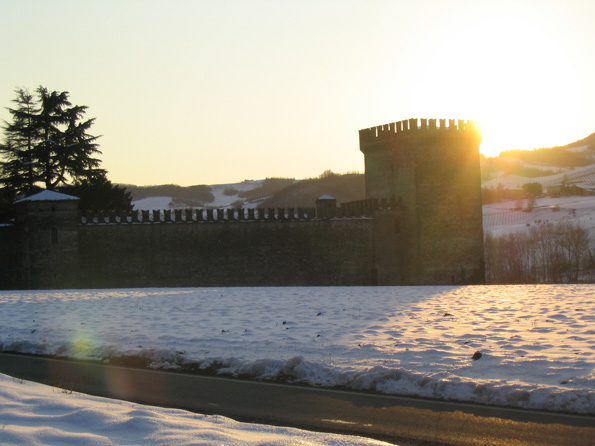
Il mastio e la cinta muraria

Il castello, costruito in gran parte da ciottoli e sassi provenienti dal vicino corso del torrente Nure, è circondato sui lati meridionale e orientale da un fossato collegato al torrente Nure; lo schema dei fossati, in combinazione col torrente posto a occidente del castello, garantiva la protezione del castello da assalti nemici. Il complesso presenta una pianta a forma triangolare isoscele, con il lato settentrionale, quello più lungo, parallelo al corso del Nure.
Il complesso conta un totale di tre torri posti ai vertici del triangolo: sull'angolo nord-ovest, prospiciente al letto del Nure, si trova il mastio quadrato, alto 30 m e con un lato di base lungo 15 m, caratterizzato da mura scarpate a picco nell'alveo torrentizio e dotato di cortine murarie e beccatelli a sbalzo uniti tra loro mediante archetti sopra ai quali si trovano merli a coda di rondine. L'interno della torre è composto da quattro piani, ciascuno con una sala ampia circa 150 m², collegati tra loro tramite diverse rampe di scale, sia interne sia esterne. Nelle cantine della torre si trovava prima dei lavori di restauro di fine Ottocento un'oubliette: una stanza accessibile solo tramite una botola posta sul soffitto e nella quale venivano rinchiusi i prigionieri. Al piano terra si trova invece una sala d'armi, mentre sulla sommità della torre è presente una terrazza panoramica. Nei pressi della base della torre, lambita dalle acque del Nure, si trova la derivazione che origina il rio San Giorgio, un canale  la cui presenza è documentata già a partire dal XII secolo le cui acque venivano utilizzate per fornire forza motrice ai magli dediti alla lavorazione di ferro e carta, parecchi dei quali di proprietà della Camera Ducale Farnesiana, e che scorre fino a reimmettersi nel Nure nei pressi di San Giorgio Piacentino.
Il vertice sud vede la presenza di una torre di forma quadrata, mentre sul vertice nord-est si trova la terza torre, di forma poligonale rivolta verso il lato interno della cinta muraria. Infine, sulla cortina posta lungo il lato nord-orientale del castello è presente una torricella rompitratta. Le mura, dotate di merlature ghibelline, sono sovrastate dal cammino di ronda. Un elegante loggiato, costruito nel 1703 dalla famiglia Maggi e dotato di archi a tutto sesto, collega il mastio con la torretta rompitratta.
All'interno del complesso si accede dal lato sud-orientale, per mezzo di un ingresso dotato di porta a saracinesca e ponte levatoio, del quale rimangono solo gli incastri. A protezione dell'entrata è presente un'ulteriore torre che, durante il XVI secolo era stata dotata di caditoie e che venne, poi, parzialmente inglobata nel corpo principale dell'edificio. Oltrepassato l'ingresso si trovano un locale, dedicato a ospitare il corpo di guardia, le stanze del guardiano e un'altra torre. Sulla cinta muraria esterna della facciata sono presenti piccole finestre ad arco tondo. Nel giardino posto all'interno della cinta muraria si trova un pozzo originariamente alimentato dalle acque della falda acquifera.
Secondo una leggenda sarebbe presente un cunicolo che, passando al di sotto del fossato, metterebbe in collegamento una delle torri minori poste sul lato settentrionale dell'edificio con un edificio posto nelle vicinanze del castello, originariamente parte del sistema difensivo del castello e in seguito utilizzato per ospitare un maglio per il ferro.